# Jean-Claude Coquet
Jean-Claude Coquet (Sens, 29 de março de 1928 – Sceaux, 16 de janeiro de 2023) é um linguista francês. Um dos principais nomes da semiótica literária, desenvolveu um método de análise da linguagem em consonância com os trabalhos de Maurice Merleau-Ponty, Émile Benveniste e Algirdas Julien Greimas. A maior parte de sua carreira docente ocorreu na Universidade de Paris-VIII no Bosque de Vincennes, onde é professor emérito.
Em 1982, Jean-Claude Coquet publicou Hachette Sémiotique, obra que batiza o encontro de várias iniciativas, pesquisas teóricas e práticas nascidas na esteira de Greimas.

## Obras
- Sémiotique littéraire. Contribution à l'analyse sémantique du discours, « Univers sémiotiques », Jean-Pierre Delarge et Mame, Tours, 1973.
- Le discours et son sujet I. Essai de grammaire modale, « Semiosis », Klincksieck, 1984.
- Le discours et son sujet II.  Pratique de la grammaire modale  , « Semiosis », Klincksieck, 1985.
- La Quête du sens. Le Langage en question, « Formes sémiotiques », Presses universitaires de France, 1997.
- Phusis et Logos. Une Phénoménologie du langage, « La philosophie hors de soi », Presses universitaires de Vincennes, Saint-Denis, 2007.